# Deparia kaalaana
Deparia kaalaana ist eine seltene Farnart aus der Familie der Frauenfarngewächse (Athyriaceae). Sie wurde in der Vergangenheit auf den Hawaii-Inseln Kauaʻi, Maui und Hawaii nachgewiesen, kommt jedoch heute nur noch auf Maui vor. Die Art galt zwischen 1909 und 2013 als ausgestorben.

## Systematik
Wilhelm Hillebrand beschrieb Deparia kaalaana erstmals im Jahr 1888 als Asplenium marginale var. depauperata. Er zitierte Beobachtungen, die David Dwight Baldwin bei Hilo und John Mortimer Lydgate bei Laupāhoehoe an der windwärts gerichteten Seite der Insel Hawaii (am Mauna Loa bzw. Mauna Kea) entlang felsiger Flussufer gemacht hatten. Zwischen 1880 und 1890 sammelte Frances Lack diesen Farn auf der Insel Hawaii (Kona oder Kilauea). Im Jahr 1891 sammelte F. L. Clarke diese Art im Kīpahulu Valley im heutigen Haleakalā-Nationalpark in Ostmaui, scheinbar unwissend, dass es sich um ein mit Material der Sumpffarnart Cyclosorus boydiae (D.C. Eaton) W. H. Wagner (Syn.: Thelypteris boydiae D.C. Eaton) vermischtes Exemplar handelte. Erst 1992 bemerkten Warren H. Wagner und Florence Wagner diese Mischsammlung und kommentierten das Exemplar als Deparia kaalaana. Im November 1909 sammelte der französische katholische Missionar Abbé Urbain Jean Faurie Exemplare auf Kaua'i in der Region Kaʻala östlich von Waimea. 1914 verwendete Edwin Bingham Copeland diese Sammlung für seine Erstbeschreibung und benannte die Art nach der Terra typica als Athyrium kaalaanum. Ferner merkte er an, dass diese Art wahrscheinlich mit Hillebrands Asplenium marginale var. depauperata identisch sein könnte. Masahiro Kato stellte die Art 1984 unter dem Namen Deparia kaalaana in die Sektion Deparia der Gattung Deparia. Nachfolgende Autoren (z. B. Warren H. Wagner im Jahr 1995 oder Daniel D. Palmer im Jahr 2003) haben diese Klassifizierung übernommen. Deparia kaalaana wurde verschiedentlich in die Familien Aspleniaceae (Hillebrand, 1888), Athyriaceae (Palmer, 2003) und (Imada, 2012) sowie Woodsiaceae (Kato, 2001) gestellt. 2014 klassifizierten Maarten Joost Maria Christenhusz und Mark W. Chase die Gattung Deparia in die Unterfamilie Athyrioideae innerhalb der Familie Aspleniaceae, was jedoch nicht allgemein anerkannt ist.

## Merkmale
Deparia kaalaana ist eine kleine, terrestrisch wachsende Farnpflanze mit kriechendem bis aufgerichtetem Rhizom. Die 15 bis 30 cm langen und 3 bis 5 cm breiten Wedel sind in der Nähe der Rachisspitzen manchmal wuchernd. Die strohgelben Stiele sind spärlich beschuppt. Die Blattspreite ist länglich-lanzettlich. Die schrägen, kurzstieligen und linear bis linear-lanzettlichen Blattfiedern sind in neun bis elf Paaren angeordnet. Die Blattfiedern an der Basis sind kleiner. Die Endsegmente sind schräg. Die Adern sind schräg angeordnet.

## Lebensraum
Es gibt keine Informationen hinsichtlich der wenigen in der Vergangenheit gesammelten Exemplare, über die Höhenlagen, in denen die historischen Sammlungen gemacht wurden sowie über die Pflanzengesellschaften, in denen sie vorkamen, außer der Annahme, dass Clarke seine beiden Farnexemplare gleichzeitig gesammelt hatte. Hilo und Laupāhoehoe liegen auf der windabgewandten, feuchten Seite der Hawaii-Insel, und beide Gebiete sind teilweise durch tiefe Schluchten und ganzjährige Wasserläufe charakterisiert. Kona liegt auf der Leeseite Hawaiis auf der Westflanke des Mauna Loa, während sich der Kilauea weiter südlich von Hilo an der Ostflanke des Mauna Loa befindet. Das Kona-Gebiet ist im Allgemeinen trocken und weist in Verbindung mit der jüngsten geologischen Formation keine ganzjährigen Wasserläufe auf. Das Gebiet am Kilauea ist viel feuchter, aber noch jünger und bietet auch keine Uferlebensräume. Das Kipahulu Valley auf Maui ist eine große und feuchte Region und hat mindestens drei ganzjährige Wasserläufe, in denen Cyclosorus boydiae heute noch vorkommt. Ka'ala auf Kaua'i liegt in einer Höhenlage von 300 m und wird von zwei ganzjährigen Wasserläufen gesäumt: Olokele im Osten und Kahana im Westen. Die beiden verbinden sich auf einer Höhe von ca. 130 m über dem Meeresspiegel und sind Teil des Einzugsgebietes des Makaweli River.
Im April 2013 wurde Deparia kaalaana in einem von Eisenhölzern und Gabelfarnen der Gattung Dicranopteris dominierten Tiefland-Regenwald im Kuhiwa Valley im Hana Distrikt auf Maui wiederentdeckt. Dieses Tal ist ein Teil des Hanawi Natural Area Reserve. Ein Exemplar wurde entlang eines ganzjährigen Wasserlaufes an einer senkrechten Wand unter einem überhängenden Felsvorsprung an der Westseite eines kleinen Teiches in Vergesellschaftung mit anderen endemischen Farnen und krautigen Pflanzen nachgewiesen, darunter Asplenium excisum C. Presl (Aspleniaceae), Vandenboschia cyrtotheca (Hillebr.) Copel. (Hymenophyllaceae), Adiantum raddianum C. Presl (Pteridaceae), Dryopteris wallichiana (Spreng.) Hyl. (Dryopteridaceae) und Peperomia ligustrina Hillebr. (Piperaceae). Untersuchungen von Debris entlang der Ufer sowie in der angrenzenden Vegetation zeigten eindeutig, dass dieser Farn in der Lage ist, starke Überschwemmungen zu überstehen.

## Status
Deparia kaalaana ist vom Aussterben bedroht und hat einen geschätzten Bestand von weniger als 50 Exemplaren. Verwilderte Hausschweine verändern und zerstören den Lebensraum dieser Art, indem sie die Ausbreitung nicht heimischer Pflanzen begünstigen und einheimische Vegetationsgemeinschaften in nicht einheimische umwandeln. Huftiere werden auf Hawaii als Jagdwild behandelt, aber die öffentliche Jagd kontrolliert die Anzahl der Huftiere nicht ausreichend, um die Veränderung und Zerstörung des Lebensraums durch diese Tiere zu beseitigen. Invasive Pflanzen wie Blechnum appendiculatum, Clidemia hirta, Hedychium gardnerianum, Prunella vulgaris und Rubus argutus sind in der Lage, die Ufervegetation in dem Gebiet zu verdrängen, in dem Deparia kaalaana vorkommt. Invasive Schnecken wie Derocerus laeve und Limax maximus sind in der Region verbreitet und stellen eine Bedrohung für die Jungpflanzen dar. Sturzfluten und Dürren können diese Art an ihrem einzigen bekannten Standort schädigen und ein einziges katastrophales Ereignis kann zur Ausrottung führen. Das verbleibende Vorkommen von Deparia kaalaana ist gefährdet, und sowohl die Art als auch ihr Lebensraum auf Hawaiʻi, Maui und Kauai sind weiterhin negativ betroffen aufgrund der Veränderung und Zerstörung durch invasive Huftiere und durch die direkte Konkurrenz mit invasiven Pflanzen, kombiniert mit dem Kahlfrass durch nicht heimische Huftiere und Schnecken. Obwohl über den Zeitpunkt, das Ausmaß oder die Größenordnung der spezifischen Auswirkungen keine Vorhersagen gemacht werden können, wird erwartet, dass die Auswirkungen des Klimawandels die Bedrohungen für Deparia kaalaana verschärfen.